# Erimyzon claviformis
Erimyzon claviformis är en fiskart som först beskrevs av Girard, 1856.  Erimyzon claviformis ingår i släktet Erimyzon och familjen Catostomidae. Inga underarter finns listade i Catalogue of Life.